# Carl-Henrik Ehrenkrona
Samuel Carl-Henrik Gammal Ehrenkrona, född 31 augusti 1947, är en svensk friherre, jurist, ämbetsman och diplomat.
Ehrenkrona studerade vid Uppsala universitet och var förste kurator vid Stockholms nation 1972–1973. År 1974 blev han juris kandidat och efter tingstjänstgöring vid Katrineholms tingsrätt 1974–1976 förordnades han till fiskal vid Svea hovrätt 1977 och till assessor 1986. Därefter var han rättssakkunnig i Utrikesdepartementet, där han blev departementsråd 1992 med ansvar för processföringen för svenska staten vid Europadomstolen i Strasbourg. Åren 1998–2001 var han hovrättsråd och vice ordförande i Svea hovrätt och därefter ordförande i Utlänningsnämnden. År 2001 utnämndes han till rättschef med ställning som ambassadör i Utrikesdepartementet och tjänstgjorde som sådan till 2010 då han utsågs till chef för Sveriges permanenta representation vid Europarådet i Strasbourg. 
Han har författat flera artiklar i svenska och utländska juridiska tidskrifter samt 2017 en svensk kommentar till Europakonventionen om de mänskliga rättigheterna.

## Priser och utmärkelser
- 2017: Hans Majestät Konungens medalj i guld av 12:e storleken, att bäras om halsen i Serafimerordens band (Kon:sGM12mserafb).[3]